# نوربرت فاغنر
نوربرت فاغنر (بالألمانية: Norbert Wagner) (12 أبريل 1961 زولتسباخ-روزنبرغ ألمانيا - ) هو لاعب كرة قدم ألماني، يلعب كمدافع.

## مسيرته

### مسيرته مع الأندية
- 1984 - 1988 لعب مع نادي نورنبرغ 92 مباراة.
- 1989 - 1990 لعب مع بلو فايس برلين 25 مباراة.
- 1990 - 1991 لعب مع SpVgg Bayreuth [الإنجليزية]‏ 9 مباريات.

## روابط خارجية
- نوربرت فاغنر على موقع قاعدة بيانات كرة القدم.إي يو (الإنجليزية)
- نوربرت فاغنر على موقع بيانات كرة القدم. دي إي (الألمانية)
- نوربرت فاغنر على موقع عالم كرة القدم.نت (الإنجليزية)